# Ahmet Arslan (athlétisme)
Pour les articles homonymes, voir Ahmet Arslan et Arslan.
Ahmet Arslan, né le 3 juillet 1986 à Gazipaşa, est un coureur de fond turc spécialisé en course en montagne. Il a remporté six titres d'affilée de champion d'Europe de course en montagne entre 2007 et 2012. Il également remporté le Grand Prix WMRA en 2010 et 2011.

## Biographie
Il débute l'athlétisme en 1998, notamment en cross-country, mais doit y renoncer en 2004 pour raisons financières. L'année suivante, il reprend la compétition et rencontre son coach Metin Sazak qui le pousse à se lancer en course en montagne. Il prouve ce bon choix en remportant son premier titre national ainsi que la médaille d'or du classement junior par équipe au Trophée mondial de course en montagne 2005. L'année suivante, il remporte sa première médaille senior en décrochant le bronze par équipe au Trophée mondial de course en montagne 2006.
Il remporte son premier titre européen en 2007 qu'il défent ensuite avec succès jusqu'en 2012, devenant ainsi le seul athlète à remporter six fois ce titre.
En 2010, il remporte la victoire aux courses de montagne de Harakiri, du Feuerkogel et de Šmarna Gora. Il remporte ainsi le Grand Prix WRMA devant Jonathan Wyatt qui n'a participé qu'à trois courses. L'année suivante, il remporte la victoire à Grintovec et à Šmarna Gora ainsi que la deuxième place à Harakiri et la troisième place au Trophée mondial de course en montagne 2008. Il remporte à nouveau le classement général du Grand Prix WRMA en devançant le Suisse David Schneider qui n'a participé qu'à trois courses.
Aux championnats du monde de course en montagne 2011, il termine deuxième derrière l'Américain Max King.
Il court également sur route. Il remporte le marathon d'Antalya en 2011.
En 2012, il devient le premier athlète turc à participer à la course d'escaliers de l'Empire State Building où il termine septième.
Il s'oriente ensuite vers le trail et remporte notamment les 30 km du trail de Cappadocia en 2016 et 2017.

## Palmarès

### Route
| Année | Compétition            | Lieu    | Place | Épreuve       | Performance     |
| ----- | ---------------------- | ------- | ----- | ------------- | --------------- |
| 2010  | Semi-marathon d'Alanya | Alanya  | 3e    | Semi-marathon | 1 h 7 min 24 s  |
| 2011  | Marathon d'Antalya     | Antalya | 1er   | Marathon      | 2 h 38 min 13 s |

### Course en montagne
| no  | masculin           | Course                                        | Longueur | Départ            | Temps           |
| --- | ------------------ | --------------------------------------------- | -------- | ----------------- | --------------- |
| 7e  | 7e                 | Trophée mondial de course en montagne         | 12 km    | 10 septembre 2006 | 58 min 46 s     |
| 1re | Médaille d'or      | Championnats d'Europe de course en montagne   | 12,8 km  | 8 juillet 2007    | 1 h 8 min 39 s  |
| 1re | Médaille d'or      | Championnats de Turquie de course en montagne | 12 km    | 18 août 2007      | 56 min 59 s     |
| 1re | Médaille d'or      | Championnats d'Europe de course en montagne   | 12,8 km  | 12 juillet 2008   | 50 min 1 s      |
| 1re | Médaille d'or      | Championnats de Turquie de course en montagne | 12 km    | 28 août 2008      | 57 min 19 s     |
| 3e  | Médaille de bronze | Trophée mondial de course en montagne         | 12 km    | 14 septembre 2008 | 55 min 26 s     |
| 1re | Médaille d'or      | Championnats d'Europe de course en montagne   | 11 km    | 12 juillet 2009   | 58 min 26 s     |
| 1re | Médaille d'or      | Championnats d'Europe de course en montagne   | 12,2 km  | 4 juillet 2010    | 46 min 14 s     |
| 1re | Médaille d'or      | Harakiri-Run                                  | 10,4 km  | 1er août 2010     | 50 min 39 s     |
| 1re | Médaille d'or      | Course de montagne du Feuerkogel              | 10 km    | 8 août 2010       | 53 min 17 s     |
| 1re | Médaille d'or      | Course de Šmarna Gora                         | 10 km    | 2 octobre 2010    | 42 min 28 s     |
| 1re | Médaille d'or      | Championnats d'Europe de course en montagne   | 12 km    | 10 juillet 2011   | 58 min 8 s      |
| 1re | Médaille d'or      | Course de montagne du Grintovec               | 6 km     | 24 juillet 2011   | 42 min 50 s     |
| 2e  | Médaille d'argent  | Harakiri-Run                                  | 10,4 km  | 31 juillet 2011   | 50 min 23 s     |
| 1re | Médaille d'or      | Skåla Opp                                     | 8,2 km   | 13 août 2011      | 1 h 7 min 38 s  |
| 2e  | Médaille d'argent  | Championnats du monde de course en montagne   | 13,5 km  | 11 septembre 2011 | 52 min 6 s      |
| 1re | Médaille d'or      | Course de Šmarna Gora                         | 10 km    | 1er octobre 2011  | 42 min 2 s      |
| 1re | Médaille d'or      | Montée du Grand Ballon                        | 13 km    | 17 mai 2012       | 59 min 28 s     |
| 1re | Médaille d'or      | Championnats d'Europe de course en montagne   | 12,2 km  | 7 juillet 2012    | 49 min 46 s     |
| 2e  | Médaille d'argent  | Course de montagne du Grintovec               | 9,6 km   | 29 juillet 2012   | 1 h 21 min 54 s |
| 1re | Médaille d'or      | Skåla Opp                                     | 8,2 km   | 17 août 2012      | 1 h 7 min 6 s   |
| 3e  | Médaille de bronze | Championnats d'Europe de course en montagne   | 11,8 km  | 6 juillet 2013    | 57 min 47 s     |
| 3e  | Médaille de bronze | Championnats d'Europe de course en montagne   | 12,3 km  | 2 juillet 2016    | 54 min 9 s      |
| 3e  | Médaille de bronze | Championnats du monde de course en montagne   | 12,5 km  | 11 septembre 2016 | 1 h 4 min 48 s  |
| 1re | Médaille d'or      | Cappadocia Trail                              | 35,2 km  | 22 octobre 2016   | 2 h 43 min 2 s  |
| 1re | Médaille d'or      | Cappadocia Trail                              | 35,2 km  | 21 octobre 2017   | 3 h 15 min 22 s |
| 2e  | Médaille d'argent  | Cappadocia Short Trail                        | 38,6 km  | 19 octobre 2019   | 2 h 53 min 51 s |

## Records
| Épreuve       | Performance     | Date            | Lieu     |
| ------------- | --------------- | --------------- | -------- |
| 15 kilomètres | 47 min 27 s     | 28 octobre 2007 | Istanbul |
| Semi-marathon | 1 h 7 min 25 s  | 28 février 2010 | Alanya   |
| Marathon      | 2 h 38 min 13 s | 6 mars 2011     | Antalya  |